# Jean-Baptiste-Jacques Legrix de La Salle
Jean-Baptiste-Jacques Legrix de La Salle (10 mai 1766, Bordeaux - 17 juillet 1840, Bordeaux), est un homme politique français.

## Biographie
Fils de messire Jacques Legrix, chevalier, président trésorier général de France et garde-sel au bureau des finances de la généralité de Bordeaux, Jean-Baptiste-Jacques Legrix de La Salle est propriétaire à Bordeaux. 

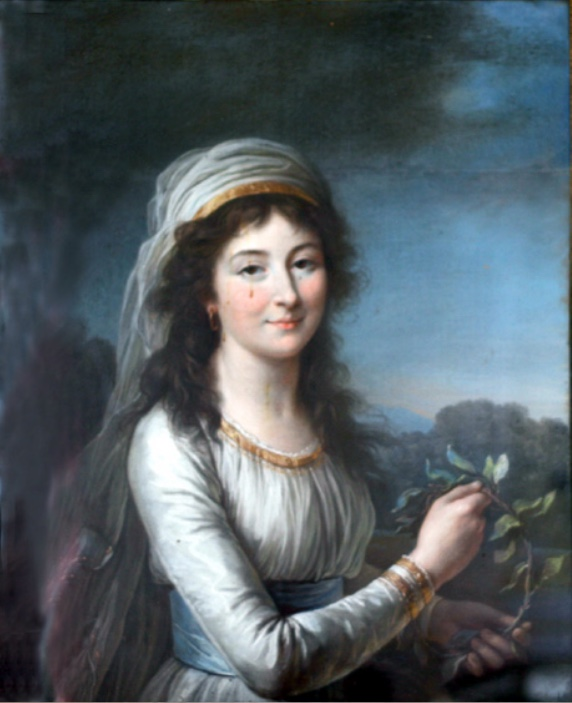
Son épouse Geneviève Journu-Auber (1776-1831)

En 1793, il épouse Geneviève Journu-Auber (1776-1831), fille de Bernard Journu-Auber, riche armateur, négrier et planteur bordelais . 
Le 9 thermidor an XI, il est élu député de la Gironde au Corps législatif, par le Sénat conservateur. 
Ce mandat lui étant renouvelé le 18 février 1808, Legrix de Lasalle siége jusqu'à la fin de l'Empire. Conseiller général de la Gironde de 1811 à 1833, il adhère à la déchéance de Napoléon, se porte de nouveau candidat à la députation le 24 novembre 1827, et est élu, par le collège de département de la Gironde. 
Il vote l'adresse des 221 contre le cabinet Polignac, obtient sa réélection, comme royaliste constitutionnel, le 3 juillet 1830, et quitta la Chambre en 1831, après avoir prêté serment au gouvernement de Louis-Philippe. 
En 1826, sa femme touche la somme de 114 482 Francs or, en tant que descendante de propriétaire de plantations coloniales, dans le cadre de l'indemnisation de la France par la république d'Haïti. 
Gendre de Bernard Journu-Auber, sa fille épousa le fils de Claude Deschamps. La famille Le Grix de La Salle est réunie avec celle des Journu-Auber et celle de Claude Deschamps. Ces trois familles sont les trois riches familles sadiracaises, propriétaires des château de Tustal et château Le Grand Verdus.

## Sources
- « Jean-Baptiste-Jacques Legrix de La Salle », dans Adolphe Robert et Gaston Cougny, Dictionnaire des parlementaires français, Edgar Bourloton, 1889-1891 [détail de l’édition]